# Paittasjärvi (sjö i Enontekis, Lappland)
Paittasjärvi är en sjö i kommunen Enontekis i landskapet Lappland i Finland. Arean är 36 hektar och strandlinjen är 3,3 kilometer lång. Sjön  ingår i Torne älvs huvudavrinningsområde.   Den ligger omkring 270 kilometer nordväst om Rovaniemi och omkring 950 kilometer norr om Helsingfors. 
Paittasjärvi ligger öster om Suolojärvi. 